# AKMU
AKMU(악뮤)는 대한민국의 남매 듀오로, 이찬혁, 이수현으로 이루어져 있다. YG 엔터테인먼트 소속이다. 이전에는 악동뮤지션(樂童뮤지션, Akdong Musician)으로 활동을 했지만, 2019년 9월부터 그룹명을 AKMU로 바꾸어 활동하고 있다. 악동뮤지션은 SBS의 오디션 프로그램 《K팝 스타 2》에 참가하여 우승하였다. 그들은 2014년 1집 앨범 《PLAY》 뿐 아니라 총 610만의 디지털 음원 판매량을 기록했다.

## 경력

### 2012년 ~ 2013년: K팝 스타 2 우승
이찬혁과 이수현은 대한민국 경기도 의정부시에서 태어났다. 그들의 아버지 이성근, 어머니 주세희는 경기도 일산광림교회와 다리놓는 사람들 소속의 선교사로 2008년부터 몽골 울란바토르에서 예배 선교 사역을 하고 있다. 남매가 처음 몽골에 간 것은 2008년 이찬혁이 초등학교 6학년, 이수현이 초등학교 3학년 때로 처음에는 현지 학교의 울란바토르 선교사 자녀(MK)들을 위한 학교를 함께 다녔다. 하지만 후원금이 줄고 재정적 한계에 봉착하면서 홈스쿨링을 하게 되었고, 5년여간 몽골에서 생활하였다.
2012년 8월, 그들은 잠실실내체육관에서 열린 SBS 《K팝스타 2》의 본선 1라운드 탤런트 오디션에 참가했다. 남매는 미쓰에이의 노래인 "Breathe"와 자작곡인 "다리 꼬지 마"를 불러 예선 오디션을 불러 심사위원들로부터 최고의 찬사를 받으며 합격했다. 특히 박진영은 “이게 바로 싱어송라이터고 이게 바로 듀엣”이라며 칭찬을 아끼지 않았고 “보통 재능이 한 쪽으로 쏠리기 마련인데 이 남매는 둘 다 재능이 있다”라고 극찬했다. 보아와 양현석 또한, 작곡 실력을 칭찬하며 “가사에 라임이 있다, 정말 대단하다”, “K팝스타 시즌을 통틀어 이런 참가자는 없을 것이다”라고 말했다. 남매는 본선 3라운드 캐스팅 오디션에서도 인상적인 무대를 선보이며 계속해 심사위원들로부터 긍정적인 평가를 받았다. 하지만 본선 3라운드 캐스팅 오디션 파이널 무대에서 선보인 자작곡 "못나니"는 이전 무대와는 다르게 다소 긴장된 모습의 무대를 선보여 심사위원들로부터 “부담이 컸던 것 같다”며 “오늘의 무대는 다소 아쉽다”라는 혹평을 받았다. 그럼에도 불구하고, 그들은 치열한 서바이벌 경연을 거친 끝에 경쟁에서 최종 우승했다. 오디션이 개최되는 동안, 악동뮤지션의 음원 배급은 로엔 엔터테인먼트로부터 발매되었다. 12월 12일 음원이 발매된 "매력있어"는 발매와 동시에 가온 차트에서 1위를 차지했다. 오디션이 끝난 후, 엔터테인먼트 회사와 계약을 하지 않았음에도 그들은 여러 광고와 텔레비전 드라마 《내 연애의 모든 것》 OST "I Love You" 등 여러 곡에 참여했다.
2013년 5월 24일, 우승자가 직접 3대 기획사 중 한 곳을 선택할 수 있는 특권에 따라 악동뮤지션은 YG 엔터테인먼트를 최종 선택하며 계약을 체결하였다.

### 2014년

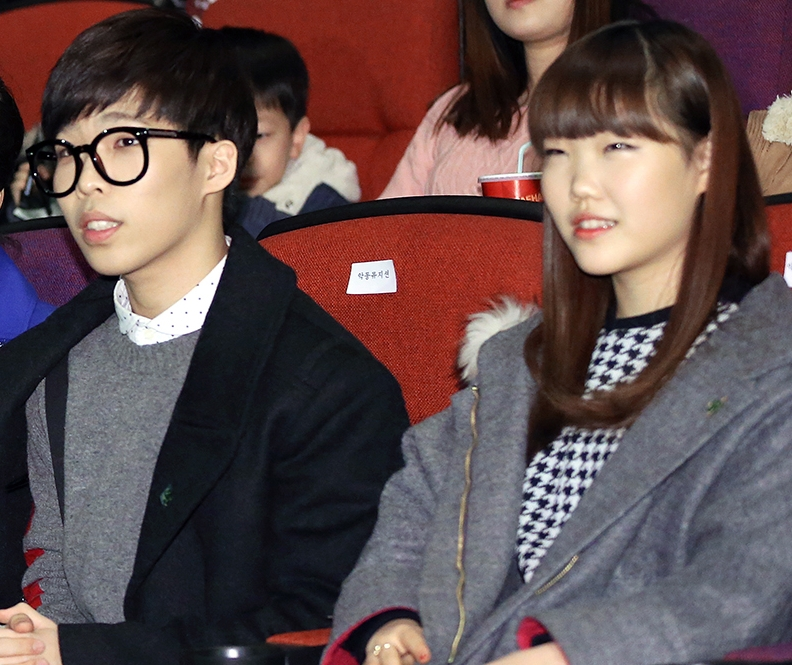
2014년 1월 29일 문화가 있는 날 행사에서

악동뮤지션은 2014년 4월 7일, 데뷔 앨범이자 첫 정규 앨범 《PLAY》를 디지털 음원 발매했고, 4월 9일 음반을 발매했다. 이찬혁은 이 음반의 모든 곡을 작사, 작곡과 프로듀싱했다. 팬들의 투표를 통해 지지를 받은 세 곡이 타이틀 곡으로 정해져 각각 다른 뮤직 비디오로 제작되었다. 첫 곡 "200%"는 양현석 대표가 추천하고, 두 번째 곡 "얼음들"은 악동뮤지션이 추천하였다. 이 음반은 빌보드 월드 앨범 차트에서 2위로 데뷔하였다. 악동뮤지션은 2014년 4월 6일, SBS 《K팝 스타 3》에서 정식 데뷔 무대를 가졌다. "200 %"의 뮤직 비디오는 디지털음원 발매와 같은 날인 4월 7일에 공개되었다. 발매와 동시에, "200 %"는 각종 음원 차트에서 정상을 차지했다. 특히 앨범 전곡의 11곡이 차트에 줄세우기식으로 음원 차트를 한동안 "올킬"하며 음원 강자로 등극했다. "얼음들" 뮤직 비디오는 4월 14일 공개되었다. 마지막 타이틀 곡 "Give Love"는 "200%"와 "얼음들"에 이어 3위를 차지했다. 이 뮤직 비디오는 5월 2일 공개되었다.
2014년 6월 16일, 악동뮤지션은 YG 패밀리의 커버 프로젝트의 일환으로 빅뱅의 태양의 화제 곡 "눈, 코, 입"을 커버했다. 2014년 11월에는 악동뮤지션 첫 라이브 콘서트 투어 AKMU Camp를 개최하였다.
10월 10일, 악동뮤지션은 이찬혁이 작사, 작곡한 디지털 싱글 〈시간과 낙엽〉을 한글날에 발매하며 영어가사 없는 순수하고 감성을 자극하는 '가을 노래' 로 다시 한번 음원 차트 1위에 오랫동안 존재하면서 많은 사람들의 추억을 되돌게 하는 명곡을 보여주었다. 당초, 이 곡은 첫 정규 앨범 《PLAY》에 수록될 예정이었지만, 가을에 더 적합하다는 판단에 10월에 발매되었다. 이 노래는 각종 음원 차트에서 "올킬"을 달성하며 정상을 차지했다. 또한 가온 디지털 차트에서 주간 1위를 기록했다.
2014년 11월 5일, 이수현은 YG 패밀리의 솔로 가수 이하이와 함께 유닛을 결성했다. 그들의 데뷔 디지털 싱글 〈나는 달라〉는 11월 11일 발매되었다.

### 2015년
2015년 10월 9일, 악동뮤지션은 YG 엔터테인먼트와 우리카드가 콜라보레이션으로 기획, 제작 된 한글날을 기념한 캠페인 스페셜 비디오 "가나다같이"에 출연하였다.

### 2016년
2016년 4월 4일, YG 엔터테인먼트 측에서 악동뮤지션이 2년의 공백 기간을 깨고 5월 4일에 컴백을 확정 지었다고 밝혔다. 그와 함께 멤버 이찬혁은 이번 앨범 사춘기 상하(上下)를 마지막으로 내년 군 입대를 할 계획이라고 밝혔다.
4월 24일, 악동뮤지션의 두 번째 앨범 《사춘기 상》으로의 컴백을 확정하였다. 5월 4일 00시 00분, 두 번째 앨범인 《사춘기 상》의 디지털 음원을 발매하고, 5월 9일 음반을 발매했다. 이찬혁은 첫 정규앨범 《PLAY》와 마찬가지로 모든 곡을 작사, 작곡했다. <RE-BYE>와 <사람들이 움직이는 게> 두 곡이 타이틀 곡으로 정해졌다. 그 밖의 수록곡들은 <새삼스럽게 왜> , <초록창가> , <사소한 것에서> , <주변인> 등이 있다. 역시나 차트 줄 세우기를 했고, 음악방송, 예능 및 라디오 등 활발히 활동했다. 당시 출연한 방송으로는 <주간아이돌>, <유희열의 스케치북> 등이 있다. 11월 12일 악동뮤지션은 타이페이에서 첫 해외 단독 쇼케이스 AKMU STDIO를 개최하였다. 타이페이를 시작으로 12월 9일 싱가포르에서 쇼케이스를 개최했으며, 12월 22일 중국 상하이에서 쇼케이스를 개최하였다.
2016년 10월 11일에는 드라마 <달의 연인: 보보경심 려>의 OST <BE WITH YOU>를 발매하였다.
2016년 12월 5일 악동뮤지션은 《사춘기 상》을 발매한지 약 7개월여 만에 2017년 1월 3일 《사춘기 하》를 발매하겠다는 티저 이미지를 공개, 컴백을 예고했다.

### 2017년
2017년 1월 3일 악동뮤지션은 《사춘기 하》를 발매하였다. 《사춘기 상》이 미니앨범이었던 데에 반해 《사춘기 하》는 정규 앨범으로 발매되었다. 마찬가지로 이찬혁이 모든 곡을 작사, 작곡하였으며, 모든 주요 차트에서 줄 세우기에 성공하였다. 타이틀 곡은 <리얼리티>와 <오랜 날 오랜 밤>으로 선정되었고, 이외에도 내 삶의 한 조각도 잊고 싶지 않다는 내용의 <생방송>, 사실 악동뮤지션은 못생긴 것이 아니라 못생긴 척을 하고 있다는 내용의 <못생긴 척>, 초콜릿처럼 달달한 사랑을 하고 싶다는 내용의 <CHOCOLADY>, <YOU KNOW ME>, <집에 돌아오는 길>, 초등학교 때의 친구들과 그 때의 꿈을 떠올리며 쓴 곡 <그때 그 아이들은>이 있다. 이후 음악 방송에서 6주간 활동하였고, <마이 리틀 텔레비전>, <냉장고를 부탁해>, <1박 2일>, <어느날 갑자기 백만원>, <라디오스타>, <오빠생각>등 수많은 방송에 출연하였다. 특히 <라디오스타>에 출연했을 때에는 함께 출연한 가수 양희은과 함께 싱글 <나무>를 공개하기도 하였다.
2017년 중반에는 3월 23일 서울 <악뮤일기>를 시작으로 7월 22일 <악뮤일기 in 고양>까지 악동뮤지션의 두 번째 전국투어 단독 콘서트 <일기장>을 진행하였다. 또한, 과거 방송을 통해 여러 차례 제 2의 꿈이 뷰티 유튜버라고 밝힌 이수현이 뷰티 영상 제작을 시작하였다. 이 채널은 첫 영상 업로드 이후 일주일도 지나지 않아 구독자 수 10만 명을 달성하였다. 이외에도 여러 대학 축제에 등장하는 등 행사 활동을 활발히 하였다.
같은 해 7월 20일 악동뮤지션은 오후 6시 새 싱글 앨범 《SUMMER EPISODE》를 공개하고 <DINOSAUR>와 <MY DARLING> 두 곡을 선보였다. 상당히 으스스한 분위기의 티저 탓에 '남량 콘셉트'에 대한 추측도 나왔으나, 발매 이후 청량감 있는 여름노래로 자리매김하였다.

### 2018년
2018년 한 해는 이찬혁 군입대로 인해 이수현 개인활동을 하였다.

### 2019년
2019년 6월 17일 2년 2개월 만에 세 번째 정규앨범 《항해》를 공개하고 엔딩타이틀 곡 <어떻게 이별까지 사랑하겠어, 널 사랑하는 거지>으로 무대를 선보였으며, 기존의 악동뮤지션에서 AKMU(악뮤) 그룹명을 변경했다.
2019년 9월 25일 《항해》 앨범이 나왔다.
항해 수록곡은 타이틀곡인 <어떻게 이별까지 사랑하겠어, 널 사랑하는 거지>와 <달>, <뱃노래>, <더 사랑해줄걸>, <밤 끝없는 밤>, <고래>, <물 만난 물고기>, <시간을 갖자>, <작별 인사>가 있다.
그 중 <작별 인사>라는 곡은 AKMU의 멤버 이수현이 편곡을 하였다.

### 2020년
2020년 10월 16일 ALIEN 발매로 이수현이 솔로로 다시 데뷔했다. 이는 이찬혁의 전역 이후로 처음이다.
이수현 솔로 앨범 ALIEN은 엄마 뱃속에 있는 아기의 이야기를 은유법으로 담은 가사를 가지고 있다.
2020년 11월 16일 세번째 싱글앨범 《HAPPENING》으로 약 1년 2개월만에 컴백하였다.
악뮤 이수현이 디즈니의 <뮬란> 실사 작품 OST에 참여했다. 이수현은  <뮬란> 수록곡 중 한국어 버전 <Reflection(숨겨진 내 모습)>을 불렀다.

### 2021년
2021년 1월 26일에 YG엔터테인먼트와 5년 재계약을 체결했다.
2021년 7월 26일 《NEXT EPISODE》 앨범으로 컴백하였다. 이 앨범의 수록곡은 타이틀곡인 <낙하>와 <전쟁터>, <BENCH>, <째깍째깍>, <Stupid love song>, <EVEREST>가 있다.

### 2023년
2023년 8월 21일 약 2년만에 싱글 4집 《Love Lee》로 컴백하였다.
2023년 9월 1일부터 KBS2 채널 더 시즌즈 3기 MC를 맡게 되었다.
2023년 11월 24일 ~ 26일 약 4년만에 《AKMU 2023 CONCERT [AKMUTOPIA]》 단독 콘서트를 개최한다. 그 후 전국 투어로 이어 나간다.

### 2024년
2024년 3월 데뷔 10년만에 첫 팬덤 《AKKADEMY》을 공개하였다.
2024년 6월 3일 미니 앨범 《LOVE EPISODE》으로 컴백하였다. 
2024년 6월 15일, 16일 데뷔 10주년 기념 첫 단독 콘서트를 개최한다.

### 2025년
2025년 8월 8일부터 3주간 단독콘서트를 진행한다.

## 구성원
| 이름   | 소개 |
| ------ | --- |
| 이찬혁 | - 생년월일 : 1996년 9월 12일(28세) - 출생지 : 대한민국 경기도 의정부시 - 학력 : 고졸 검정고시 합격 - 활동기간 : 2014년 4월 7일 ~ 현재                      |
| 이수현 | - 생년월일 : 1999년 5월 4일(26세) - 출생지 : 대한민국 경기도 의정부시 - 학력 : 중졸 검정고시 합격 - 관련활동 : 하이수현 - 활동기간 : 2014년 4월 7일 ~ 현재 |

## 음반 목록
- 정규 음반
  - 2014년 4월 《PLAY》
  - 2017년 1월 《사춘기 하》
  - 2019년 9월 《항해》

- EP 음반
  - 2016년 5월 《사춘기 상》
  - 2021년 7월 《NEXT EPISODE》
  - 2024년 6월 《LOVE EPISODE》

- 디지털 싱글 음반
  - 2014년 10월 《시간과 낙엽》
  - 2017년 7월 《SUMMER EPISODE》
  - 2020년 11월 《HAPPENING》
  - 2023년 8월 《Love Lee》

## 음반 외 활동

### 방송
| 년도          | 방송 채널 | 제목                 | 역할                               | 참고              |
| ------------- | --------- | -------------------- | ---------------------------------- | ----------------- |
| 2012년~2013년 | SBS       | K팝 스타 2           | 참가자                             | 우승              |
| 2014년        | SBS       | 힐링캠프             | 게스트                             | 5월 30일          |
| 2016년        | KBS2      | 유희열의 스케치북    | 코너 MC (작사의 후예)              | 6월 3일~11월 5일  |
| 2017년        | MBC       | 마이 리틀 텔레비전   | 비정기 출연                        |                   |
| 2017년        | SBS       | 추블리네가 떴다      | 고정 출연                          | 8월 26일~9월30일  |
| 2019년        | JTBC      | 아는형님             | 게스트                             | 6월 8일           |
| 2021년        | JTBC      | 독립만세             | 고정 출연                          | 2월 22일~5월17일  |
| 2021년        | MBC       | 황금어장 라디오스타  | 게스트                             | 7월 28일          |
| 2021년        | Mnet      | Show Me The Money 10 | 피쳐링 (머드 더 스튜던트-불협화음) |                   |
| 2023년        | KBS2      | 더 시즌즈            | MC                                 | 9월 1일~12월 22일 |

### 광고
| 년도 | 품목                | 기업명                   | 브랜드명                                          | 참고                                                        |
| ---- | ------------------- | ------------------------ | ------------------------------------------------- | ----------------------------------------------------------- |
| 2013 | 통신사              | KT                       | Olleh All-IP                                      | 라쿤보이즈와 함께 출연, 자작곡 'All-IP송'과 '2배 송'도 공개 |
| 2013 | 베이커리 프랜차이즈 | SPC그룹                  | 파리바게뜨 콩떡빙수                               | 자작곡 '콩떡빙수'도 함께 공개                               |
| 2013 | 포털사이트          | 다음                     | 아트&쉐이크                                       | 자작곡 '사소한 것에서'도 함께 공개                          |
| 2013 | 통신사              | KT                       | 황금주파수 광대역 LTE-A                           | [ 55 ]                                                      |
| 2014 | 베이커리 프랜차이즈 | SPC그룹                  | 파리바게뜨 콩떡빙수                               | 자작곡 '콩떡빙수 2014'도 함께 공개                          |
| 2015 | 신용카드            | 우리카드                 | 우리카드 한글날 기념 - '가나다같이' Special Video | YG 엔터테인먼트와 우리카드 콜라보레이션                     |
| 2015 | 배달앱              | (유)딜리버리히어로코리아 | 요기요 드라마 '요기요 하우스'                     |                                                             |

## 콘서트

### 2014년 악동뮤지션 1st LIVE TOUR “악뮤캠프(AKMU CAMP)
| 공연날짜                     | 공연 제목                         | 공연 도시                      |
| ---------------------------- | --------------------------------- | ------------------------------ |
| 2014년 11월 21일 ~ 11월 24일 | 악동뮤지션 첫번째 전국투어 콘서트 | 서울 블루스퀘어 삼성카드홀     |
| 2014년 12월 6일              | 악동뮤지션 첫번째 전국투어 콘서트 | 대구 천마아트 그랜드홀         |
| 2014년 12월 24일             | 악동뮤지션 첫번째 전국투어 콘서트 | 광주 김대중컨벤션센터 다목적홀 |
| 2014년 12월 31일             | 악동뮤지션 첫번째 전국투어 콘서트 | 부산 부산시민회관 대극장       |

## 도서
- 2014년 《목소리를 높여 high!(열림과 성장의 악동뮤지션 음악 에세이)》 (마리북스, ISBN 978-89-94011-44-8)
- 2019년 《물 만난 물고기(이찬혁 소설)》

### 내용주
1. ↑  惡童이 아니다./ 130423 현장21.E99-악동뮤지션편에서 언급되었다.

### 참조주
1. ↑  Benjamin, Jeff (2014년 9월 11일). “Akdong Musician: 21 Under 21,EDM,트로피칼하우스(2014)”. 《Billboard.com》. 2014년 11월 1일에 확인함.
2. ↑  “악동뮤지션, YG와 계약 확정 “부모님 만나 협의 마쳤다””. 스타N뉴스. 2013년 5월 24일. 2013년 5월 24일에 확인함.[깨진 링크(과거 내용 찾기)]
3. ↑  梁铉锡：乐童音乐家出道专辑中未有合作曲 随心所欲地做音乐(采访) (중국어). yg-life.com. 2014년 3월 31일.
4. 1 2 3  〈Episode 1〉. 《K팝스타 2》. 2012년 11월 18일. SBS.
5. ↑  우정공무원교육원, 악동뮤지션 초청 음악회 개최. Acrofan. 2013년 6월 25일에 확인함.
6. ↑  서정민 (2019년 9월 25일). “한층 깊어진 ‘악뮤’, 음악의 바다로 힘찬 ‘항해’”. 한겨레. 2020년 1월 11일에 확인함.
7. ↑  'K팝스타2' 악동뮤지션, 방예담 누르고 최종 우승 - SBS 뉴스
8. 1 2 3 4  윤형중; 김미경, 강재훈 (2013년 4월 12일). “엄마아빠 앞 깜짝쇼가 대국민 깜짝쇼 되다”. 한겨레. 2014년 4월 3일에 확인함.
9. ↑  “Gaon Download Chart – For the Year 2014”. 《Gaon Chart》. Korea Music Content Industry Association. 2014년 10월 6일에 원본 문서에서 보존된 문서. 2014년 4월 4일에 확인함.
10. 1 2  노희경 (2013년 4월 13일). “‘악동뮤지션’ 음악천재로 키운 이성근 선교사 부부”. 국민일보. 2014년 7월 5일에 확인함.
11. ↑  “선교사”. 2014년 7월 5일에 확인함.
12. ↑  악동뮤지션 우승 “‘선교사 자녀(MK)’의 모범 보여준 쾌거” - 크리스천 투데이
13. 1 2 3  Woo, Jaeyeon (2014년 4월 8일). “Akdong Musician Soar to Top the Charts With ‘Play’”. 《The Wall Street Journal》. 2014년 12월 29일에 확인함.
14. 1 2 3  Park, Soo-jin (2013년 3월 26일). 가요계 흔드는 ‘악동뮤지션’... "우리가 부르면 인기 검색어가 바뀐다". The Kyunghyang Shinmun. 2013년 5월 16일에 확인함.
15. ↑  Yoon, Sang-geun (2012년 8월 3일). “'K팝★ 시즌2', 국내오디션 돌입..제2의 박지민은?”. StarNews. 2013년 5월 12일에 확인함.
16. ↑  Kang, Seon-ae (2012년 11월 19일). 양현석 예언 적중, '다리꼬지마' 가사 어떻길래?. SBS & SBS Contents Hub. 2017년 7월 4일에 원본 문서에서 보존된 문서. 2012년 5월 12일에 확인함.
17. ↑  악동뮤지션 '매력 있어' 관심 폭발 "매력학과 전공했나". SBS & SBS Contents Hub. 2012년 12월 10일. 2012년 5월 13일에 확인함.
18. ↑  〈Episode 4〉. 《K팝스타 2》. 2012년 12월 9일. SBS.
19. ↑  〈Episode 7〉. 《K팝스타 2》. 2012년 12월 30일. SBS.
20. ↑  〈Episode 11〉. 《K팝스타 2》. 2013년 1월 27일. SBS.
21. ↑  〈Episode 13〉. 《K팝스타 2》. 2013년 2월 10일. SBS.
22. ↑  악동뮤지션 못나니 무대에 최초 혹평, 원래는 어땠기에?. SBS & SBS Contents Hub. 2013년 1월 21일. 2017년 7월 7일에 원본 문서에서 보존된 문서. 2013년 5월 15일에 확인함.
23. ↑  〈Episode 10〉. 《K팝스타 2》. 2013년 1월 20일. SBS.
24. ↑  Kim, Jae-yun (2013년 2월 10일). “[K팝] 악동뮤지션, 6번째 자작곡 선보이며 ‘절치부심’”. SBS & SBS Contents Hub. 2017년 7월 5일에 원본 문서에서 보존된 문서. 2013년 5월 16일에 확인함.
25. ↑  “Gaon Singles Chart”. Gaon Chart. 2013년 5월 14일에 확인함.[깨진 링크(과거 내용 찾기)]
26. ↑  “'K팝스타2' 악동뮤지션 ‘매력있어’, 음원 공개 직후 ‘실시간 1위’”. SBS & SBS Contents Hub. 2012년 12월 13일. 2013년 5월 13일에 확인함.
27. 1 2  악동뮤지션 귀국, 양현석-박진영-보아 '그들의 선택은?'. 2013년 5월 9일. 2013년 5월 25일에 확인함.
28. ↑  임영진 (2013년 5월 24일). “'YG행' 악동뮤지션, 이틀째 음원차트 석권 '돌풍'”. OSEN. 2020년 8월 30일에 확인함.
29. ↑  Park, Jun-yong (2013년 5월 15일). 악동뮤지션 소속사는 아니지만 우리도 공연해요. OhmyNews. 2013년 5월 21일에 확인함.
30. ↑  “악동뮤지션 YG행 "이하이 이어 양현석 품으로"...이유 들어보니”. 《SBS CNBC》. SBS Contents Hub & SBS Business Network. 2013년 5월 24일. 2019년 4월 24일에 원본 문서에서 보존된 문서. 2013년 5월 25일에 확인함.
31. ↑  Kim JiYeon; Lee, Nancy (2013년 5월 24일). “Akdong Musician Signs With YG Entertainment”. 《CJ E&M enewsWorld》. 2014년 11월 4일에 원본 문서에서 보존된 문서. 2014년 12월 29일에 확인함.
32. ↑  Yang Hyun Suk CEO (2014년 3월 31일). “NEWS ABOUT AKDONG MUSICIAN”. 《YG Life Blog》. yg-life. 2016년 8월 6일에 원본 문서에서 보존된 문서. 2014년 4월 1일에 확인함.
33. ↑  “악동 뮤지션 데뷔, 'K팝스타3'에서 데뷔 무대 "전곡을 직접 프로듀싱" 기대만발” [Akdong Musician Debuts with all the songs they produced by Live Performance in "K-POP STAR 3"]. Chosun.com. 2014년 3월 31일. 2014년 4월 7일에 원본 문서에서 보존된 문서. 2014년 4월 1일에 확인함.
34. ↑  http://www.yg-life.com/archives/30788?lang=en
35. ↑  Chung, Ah-young. “AKMU's album ranks second on Billboard”. 《THE KOREA TIMES》. 2014년 4월 20일에 확인함.
36. ↑  Benjamin, Jeff (2014년 4월 22일). “Akdong Musician Rules K-Pop Hot 100 With Debut Album 'Play'”. 《Billboard K-Town》. 2014년 12월 29일에 확인함.
37. ↑  Hong, Grace Danbi (2014년 6월 17일). “Akdong Musician Delivers a Beautiful Cover of Big Bang Taeyang’s ‘Eyes, Nose, Lips’”. 《CJ E&M enewsWorld》. 2016년 2월 25일에 원본 문서에서 보존된 문서. 2014년 12월 29일에 확인함.
38. ↑  NEWSIS (2016년 12월 28일). “:: 공감언론 뉴시스통신사 ::”. 《뉴시스》. 2021년 3월 28일에 확인함.[깨진 링크(과거 내용 찾기)]
39. ↑  Benjamin, Jeff (2014년 10월 9일). “Akdong Musician Drop Stunning, String-Laden 'Time and Fallen Leaves' Single”. 《Billboard K-Town》. 2014년 12월 29일에 확인함.
40. ↑  “YANG, "No M/V for AKMU’s new song: A deliberate plan" [Interview]”. 《YG Life》 (YG Entertainment). 2014년 10월 9일. 2014년 10월 25일에 확인함.
41. ↑  “AKMU holds first exclusive concert”. 《YG Life》 (YG Entertainment). 2014년 10월 9일. 2014년 11월 1일에 확인함.
42. ↑  Ahn Sung-mi (2014년 10월 10일). “Akdong Musician makes chart-topping comeback”. 《The Korea Herald》. 2015년 1월 7일에 확인함.
43. ↑  Ock Hyun-ju (2014년 10월 12일). “Akdong Musician tops music charts for 3rd day”. 《K-Pop Herald》. 2015년 1월 7일에 확인함.
44. ↑  Benjamin, Jeff (2014년 10월 9일). “Akdong Musician Drop Stunning, String-Laden 'Time and Fallen Leaves' Single”. 《Billboard K-Town》. 2015년 1월 7일에 확인함.
45. ↑  Hong, Grace Danbi (2014년 11월 5일). “YG Unveils AKMU′s Lee Suhyun as Final Member of New Unit Group, Hi Suhyun”. 《enewsWorld》 (CJ E&M). 2016년 3월 3일에 원본 문서에서 보존된 문서. 2014년 11월 5일에 확인함.
46. ↑  Benjamin, Jeff (2014년 11월 19일). “Lee Hi & Akdong Musician's Suhyun Say 'I'm Different' on Brassy Collaboration”. 《Billboard K-Town》. 2014년 12월 29일에 확인함.
47. ↑  Kim, Ga-yeong. “악동뮤지션, 한글날 ‘가나다같이’ 음원 깜짝 공개”. 《TV Report》. TV Report. 2015년 10월 20일에 확인함.
48. ↑  “악동뮤지션, '달의 연인' OST 12번째 주자로 참여”.
49. ↑  “AKMU –‘사춘기 하(思春記 下)’ FULL ALBUM RELEASE”. 《YG Life》 (YG Entertainment). 2016년 12월 5일. 2016년 12월 7일에 확인함.
50. ↑  AKMU, 4년만 단독 콘서트 개최…음악 이상향 펼친다
51. ↑  악뮤, 단독 콘서트→전국 투어 확대…서울 이어 부산·광주·창원 간다
52. ↑  심나영, KT "오디션 스타들이 대결하는 All-IP 광고가 뜬다", 아시아경제, 2013년 3월 5일
53. ↑  전보교, 악동뮤지션 '파리바게뜨' 광고모델 '콩떡빙수' 자작곡도, 스포츠경향, 2013년 5월 15일
54. ↑  김효진, 다음, 악동뮤지션 신곡 '사소한 것에서' 뮤직비디오 독점공개, 한국경제, 2013년 8월 27일
55. ↑  정자랑, KT,악동뮤지션과 함께 '광대역 LTE' 알린다, OSEN, 2013년 9월 16일